# Serie A 1961 (hockey su pista)
La Serie A 1961 è stata la 38ª edizione (la 12ª a girone unico), del torneo di primo livello del campionato italiano di hockey su pista. La competizione ha avuto inizio il 22 aprile e si è conclusa il 12 agosto 1961.
Lo scudetto è stato conquistato dal Monza per la quarta volta nella sua storia.

## Stagione

### Novità
A prendere il testimone della Pirelli e della Forza e Costanza retrocesse in Serie B vi furono, vincendo il campionato cadetto, il Lodi e il Mens Sana Siena. Al torneo parteciparono: Amatori Modena, Amatori Novara, DLF Trieste, Lazio, Marzotto Valdagno, Monza, Novara, Triestina e appunto il Lodi e il Mens Sana Siena.

### Formula
La formula del campionato fu la stessa della stagione precedente; la manifestazione fu organizzata con un girone all'italiana, con gare di andata e ritorno per un totale di 18 giornate: erano assegnati 2 punti per l'incontro vinto e un punto a testa per l'incontro pareggiato, mentre non ne era attribuito alcuno per la sconfitta. Al termine del campionato la prima squadra classificata venne proclamata campione d'Italia mentre la nona e la decima classificata retrocedettero in Serie B.

### Avvenimenti
Il campionato iniziò il 22 aprile e si concluse il 12 agosto 1961. Il torneo fu caratterizzato dal duello tra i biancorossi del Monza e i campioni uscenti dell'Amatori Modena. Le due squadre marciarono compatte in testa alla classifica per tutto il girone di andata che terminarono con sedici punti a testa frutto di otto vittorie e una sola sconfitta per entrambe le compagini; più attardate erano il Novara con dodici e la Triestina con dieci punti. Il girone di ritorno vide lo stesso canovaccio di quello di andata con le due capofila che continuarono nella loro striscia di vittorie creando un vuoto in classifica con le altre contenti.
L'equilibrio venne spezzato a favore del Monza tra la dodicesima e la quattordicesima giornata dove i brianzoli riuscirono a stabilirsi in cima alla graduatoria in solitaria arrivando ad avere anche tre punti di vantaggio sulle contendenti. Il Monza riuscì a chiudere il torneo con un punto di vantaggio sull'Amatori Modena ed a conquistare il quarto titolo della propria storia. Retrocedettero in Serie B la Lazio e la Mens Sana Siena; quest'ultima chiuse il torneo con zero punti collezionando solo sconfitte.
Giovanni Masala della Lazio segnando 47 reti vinse la classifica dei cannonieri.

## Squadre partecipanti
| Club              | Stag.    | Città         | Impianto                  | Stagione precedente              |
| ----------------- | -------- | ------------- | ------------------------- | -------------------------------- |
| Amatori Modena    | dettagli | Modena        | Pista del Rifugio Verde   | 1º in Serie A, campione d'Italia |
| Amatori Novara    | dettagli | Novara        | Pista in viale Buonarroti | 4º in Serie A                    |
| DLF Trieste       | dettagli | Trieste       | Pista di viale Miramare   | 7º in Serie A                    |
| Lazio             | dettagli | Roma          | ?                         | 8º in Serie A                    |
| Lodi              | dettagli | Lodi (MI)     | Pista Revellino           | 1º in Serie B, promosso          |
| Marzotto Valdagno | dettagli | Valdagno (VI) | Pista Cavalchina          | 6º in Serie A                    |
| Mens Sana Siena   | dettagli | Siena         | ?                         | 2º in Serie B, promosso          |
| Monza             | dettagli | Monza (MI)    | Pista di via Boccaccio    | 2º in Serie A                    |
| Novara            | dettagli | Novara        | Pista in viale Buonarroti | 3º in Serie A                    |
| Triestina         | dettagli | Trieste       | Pista di viale Miramare   | 5º in Serie A                    |

### Allenatori e primatisti
| Squadra           | Allenatore     | Cannoniere           |
| ----------------- | -------------- | -------------------- |
| Amatori Modena    |                |                      |
| Amatori Novara    |                |                      |
| DLF Trieste       |                |                      |
| Lazio             |                | Giovanni Masala (47) |
| Lodi              |                |                      |
| Marzotto Valdagno |                |                      |
| Mens Sana Siena   |                |                      |
| Monza             | Luigi Kullmann |                      |
| Novara            | Luigi Gallina  |                      |
| Triestina         | Mario Cergol   |                      |

## Classifica finale
|  | Pos. | Squadra           | Pt | G  | V  | N | P  | GF  | GS  | DR   |
|  | ---- | ----------------- | -- | -- | -- | - | -- | --- | --- | ---- |
|  | 1.   | Monza             | 32 | 18 | 16 | 0 | 2  | 121 | 42  | +79  |
|  | 2.   | Amatori Modena    | 31 | 18 | 15 | 1 | 2  | 118 | 61  | +57  |
|  | 3.   | Marzotto Valdagno | 22 | 18 | 10 | 2 | 6  | 55  | 53  | +2   |
|  | 4.   | Novara            | 19 | 18 | 9  | 1 | 8  | 116 | 89  | +27  |
|  | 5.   | Amatori Novara    | 17 | 18 | 8  | 1 | 9  | 91  | 101 | -10  |
|  | 6.   | Triestina         | 16 | 18 | 8  | 0 | 10 | 65  | 56  | +9   |
|  | 7.   | DLF Trieste       | 15 | 18 | 7  | 1 | 10 | 88  | 86  | +2   |
|  | 8.   | Lodi              | 15 | 18 | 7  | 1 | 10 | 66  | 74  | -8   |
|  | 9.   | Lazio             | 13 | 18 | 6  | 1 | 11 | 89  | 99  | -10  |
|  | 10.  | Mens Sana Siena   | 0  | 18 | 0  | 0 | 18 | 44  | 192 | -152 |

Legenda:
      Campione d'Italia.
      Retrocessa in Serie B.
Note:
Due punti a vittoria, uno a pareggio, zero a sconfitta.

## Risultati

### Tabellone
| 1961              | AmMo | AmNo | DlfT | Lazi | Lodi | MarV | Mens | Monz | Nova | Trie |
| ----------------- | ---- | ---- | ---- | ---- | ---- | ---- | ---- | ---- | ---- | ---- |
| Amatori Modena    | –––– | 11-4 | 8-2  | 16-4 | 2-0  | 3-2  | 9-2  | 3-2  | 9-7  | 5-4  |
| Amatori Novara    | 4-6  | –––– | 5-8  | 5-5  | 7-2  | 7-2  | 15-4 | 2-6  | 5-8  | 2-9  |
| DLF Trieste       | 3-7  | 4-6  | –––– | 4-3  | 9-4  | 2-3  | 15-2 | 3-4  | 8-9  | 0-2  |
| Lazio             | 3-5  | 2-3  | 9-7  | –––– | 6-1  | 1-3  | 8-3  | 2-5  | 12-6 | 6-2  |
| Lodi              | 3-3  | 3-5  | 5-2  | 7-5  | –––– | 5-1  | 8-2  | 0-5  | 5-3  | 5-3  |
| Marzotto Valdagno | 1-5  | 4-2  | 2-2  | 5-0  | 3-2  | –––– | 8-3  | 0-9  | 3-3  | 1-0  |
| Mens Sana Siena   | 4-15 | 6-8  | 2-4  | 1-6  | 3-9  | 2-11 | –––– | 4-14 | 2-19 | 4-7  |
| Monza             | 6-3  | 11-3 | 11-7 | 9-4  | 2-1  | 4-1  | 13-0 | –––– | 9-5  | 2-0  |
| Novara            | 7-3  | 4-5  | 3-5  | 10-9 | 9-5  | 2-3  | 12-0 | 3-2  | –––– | 6-2  |
| Triestina         | 3-5  | 6-3  | 1-3  | 7-4  | 4-1  | 1-2  | 11-0 | 1-7  | 2-0  | –––– |

### Calendario
| Andata (1ª) | Andata (1ª) | Prima giornata                | Ritorno (10ª) | Ritorno (10ª) |
|             |             |                               |               |               |
| 22 apr.     | 4-6         | Amatori Novara-Amatori Modena | 4-11          | 24 giu.       |
| 22 apr.     | 4-3         | DLF Trieste-Lazio             | 7-9           | 24 giu.       |
| 22 apr.     | 5-3         | Lodi-Novara                   | 5-9           | 24 giu.       |
| 22 apr.     | 0-9         | Marzotto Valdagno-Monza       | 1-4           | 24 giu.       |
| 22 apr.     | 4-7         | Mens Sana Siena-Triestina     | 0-11          | 24 giu.       |

| Andata (2ª) | Andata (2ª) | Seconda giornata                 | Ritorno (11ª) | Ritorno (11ª) |
|             |             |                                  |               |               |
| 29 apr.     | 2-3         | Lazio-Amatori Novara             | 5-5           | 28 giu.       |
| 29 apr.     | 1-5         | Marzotto Valdagno-Amatori Modena | 2-3           | 28 giu.       |
| 29 apr.     | 11-7        | Monza-DLF Trieste                | 4-3           | 28 giu.       |
| 29 apr.     | 12-0        | Novara-Mens Sana Siena           | 19-2          | 28 giu.       |
| 29 apr.     | 4-1         | Triestina-Lodi                   | 3-5           | 28 giu.       |

| Andata (3ª) | Andata (3ª) | Terza giornata             | Ritorno (12ª) | Ritorno (12ª) |
|             |             |                            |               |               |
| 6 mag.      | 9-7         | Amatori Modena-Novara      | 3-7           | 1º lug.       |
| 6 mag.      | 5-8         | Amatori Novara-DLF Trieste | 6-4           | 1º lug.       |
| 6 mag.      | 5-1         | Lodi-Marzotto Valdagno     | 2-3           | 1º lug.       |
| 6 mag.      | 4-14        | Mens Sana Siena-Monza      | 0-13          | 1º lug.       |
| 6 mag.      | 7-4         | Triestina-Lazio            | 2-6           | 1º lug.       |

| Andata (4ª) | Andata (4ª) | Quarta giornata               | Ritorno (13ª) | Ritorno (13ª) |
|             |             |                               |               |               |
| 13 mag.     | 2-3         | DLF Trieste-Marzotto Valdagno | 2-2           | 8 lug.        |
| 13 mag.     | 3-5         | Lazio-Amatori Modena          | 4-16          | 8 lug.        |
| 13 mag.     | 3-9         | Mens Sana Siena-Lodi          | 2-8           | 8 lug.        |
| 13 mag.     | 11-3        | Monza-Amatori Novara          | 6-2           | 8 lug.        |
| 13 mag.     | 6-2         | Novara-Triestina              | 0-2           | 8 lug.        |

| Andata (5ª) | Andata (5ª) | Quinta giornata                  | Ritorno (14ª) | Ritorno (14ª) |
|             |             |                                  |               |               |
| 20 mag.     | 2-0         | Amatori Modena-Lodi              | 3-3           | 15 lug.       |
| 20 mag.     | 0-2         | DLF Trieste-Triestina            | 3-1           | 15 lug.       |
| 20 mag.     | 8-3         | Lazio-Mens Sana Siena            | 6-1           | 15 lug.       |
| 20 mag.     | 4-3         | Marzotto Valdagno-Amatori Novara | 2-7           | 15 lug.       |
| 20 mag.     | 3-2         | Novara-Monza                     | 5-9           | 15 lug.       |

| Andata (6ª) | Andata (6ª) | Sesta giornata              | Ritorno (15ª) | Ritorno (15ª) |
|             |             |                             |               |               |
| 27 mag.     | 5-8         | Amatori Novara-Novara       | 5-4           | 22 lug.       |
| 27 mag.     | 7-5         | Lodi-Lazio                  | 1-6           | 22 lug.       |
| 27 mag.     | 2-4         | Mens Sana Siena-DLF Trieste | 2-15          | 22 lug.       |
| 27 mag.     | 6-3         | Monza-Amatori Modena        | 2-3           | 22 lug.       |
| 27 mag.     | 1-2         | Triestina-Marzotto Valdagno | 0-1           | 22 lug.       |

| Andata (7ª) | Andata (7ª) | Settima giornata               | Ritorno (16ª) | Ritorno (16ª) |
|             |             |                                |               |               |
| 3 giu.      | 9-2         | Amatori Modena-Mens Sana Siena | 15-4          | 29 lug.       |
| 3 giu.      | 7-2         | Amatori Novara-Lodi            | 5-3           | 29 lug.       |
| 3 giu.      | 8-9         | DLF Trieste-Novara             | 5-3           | 29 lug.       |
| 3 giu.      | 5-0         | Marzotto Valdagno-Lazio        | 3-1           | 29 lug.       |
| 3 giu.      | 2-0         | Monza-Triestina                | 7-1           | 29 lug.       |

| Andata (8ª) | Andata (8ª) | Ottava giornata                | Ritorno (17ª) | Ritorno (17ª) |
|             |             |                                |               |               |
| 10 giu.     | 5-2         | Lodi-DLF Trieste               | 4-9           | 5 ago.        |
| 10 giu.     | 2-5         | Lazio-Monza                    | 4-9           | 5 ago.        |
| 10 giu.     | 6-8         | Mens Sana Siena-Amatori Novara | 4-15          | 5 ago.        |
| 10 giu.     | 2-3         | Novara-Marzotto Valdagno       | 3-3           | 5 ago.        |
| 10 giu.     | 3-5         | Triestina-Amatori Modena       | 4-5           | 5 ago.        |

| \| Andata (9ª) \| Andata (9ª) \| Nona giornata \| Ritorno (18ª) \| Ritorno (18ª) \| \| \| \| \| \| \| \| 17 giu. \| 8-2 \| Amatori Modena-DLF Trieste \| 7-3 \| 12 ago. \| \| 17 giu. \| 8-3 \| Marzotto Valdagno-Mens Sana Siena \| 11-2 \| 12 ago. \| \| 17 giu. \| 2-1 \| Monza-Lodi \| 5-0 \| 12 ago. \| \| 17 giu. \| 10-9 \| Novara-Lazio \| 6-12 \| 12 ago. \| \| 17 giu. \| 6-3 \| Triestina-Amatori Novara \| 9-2 \| 12 ago. \| |             |                                   |               |               |
| Andata (9ª) | Andata (9ª) | Nona giornata                     | Ritorno (18ª) | Ritorno (18ª) |
| |             |                                   |               |               |
| 17 giu. | 8-2         | Amatori Modena-DLF Trieste        | 7-3           | 12 ago.       |
| 17 giu. | 8-3         | Marzotto Valdagno-Mens Sana Siena | 11-2          | 12 ago.       |
| 17 giu. | 2-1         | Monza-Lodi                        | 5-0           | 12 ago.       |
| 17 giu. | 10-9        | Novara-Lazio                      | 6-12          | 12 ago.       |
| 17 giu. | 6-3         | Triestina-Amatori Novara          | 9-2           | 12 ago.       |

## Verdetti
| Verdetto               | Club                  |
| ---------------------- | --------------------- |
| Campione d'Italia 1961 | Monza (4º titolo)     |
| Retrocesse in Serie B  | Lazio Mens Sana Siena |

### Squadra campione
| N° | Naz.              | Ruolo | Sportivo            |  |  |  |
| -- | ----------------- | ----- | ------------------- |  |  |  |
| ?  | Italia (bandiera) | P     | Bruno Bolis         |  |  |  |
| ?  | Italia (bandiera) | E     | Gualtiero Bortolini |  |  |  |
| ?  | Italia (bandiera) | E     | Cesare Bosisio      |  |  |  |
| ?  | Italia (bandiera) | E     | Maurizio Gelmini    |  |  |  |
| ?  | Italia (bandiera) | E     | Emilio Levati       |  |  |  |
| ?  | Italia (bandiera) | P     | Motta               |  |  |  |
| ?  | Italia (bandiera) | E     | Pennati             |  |  |  |
| ?  | Italia (bandiera) | E     | Pessina             |  |  |  |
| ?  | Italia (bandiera) | E     | Vincenzo Villa      |  |  |  |

- Allenatore:  Luigi Kullmann

## Statistiche del torneo

### Capoliste solitarie
|    | —— | —— | —— | ——   | —— | —— | —— | —— | ——  | ——  | ——    | ——    | ——    | ——    | ——    | ——    | ——    | —— |  |
|    |    |    |    | Mod. |    |    |    |    |     |     | Monza | Monza | Monza | Monza | Monza | Monza | Monza |    |  |
|    |    |    |    |      |    |    |    |    |     |     |       |       |       |       |       |       |       |    |  |
|    |    |    |    |      |    |    |    |    |     |     |       |       |       |       |       |       |       |    |  |
| 1ª | 2ª | 3ª | 4ª | 5ª   | 6ª | 7ª | 8ª | 9ª | 10ª | 11ª | 12ª   | 13ª   | 14ª   | 15ª   | 16ª   | 17ª   | 18ª   |    |  |

### Classifica in divenire
|                   | 1ª | 2ª | 3ª | 4ª | 5ª | 6ª | 7ª | 8ª | 9ª | 10ª | 11ª | 12ª | 13ª | 14ª | 15ª | 16ª | 17ª | 18ª |
| ----------------- | -- | -- | -- | -- | -- | -- | -- | -- | -- | --- | --- | --- | --- | --- | --- | --- | --- | --- |
| Amatori Modena    | 2  | 4  | 6  | 8  | 10 | 10 | 12 | 14 | 16 | 18  | 20  | 20  | 22  | 23  | 25  | 27  | 29  | 31  |
| Amatori Novara    | 0  | 2  | 2  | 2  | 2  | 2  | 4  | 6  | 6  | 6   | 7   | 9   | 9   | 11  | 13  | 15  | 17  | 17  |
| DLF Trieste       | 2  | 2  | 4  | 4  | 4  | 6  | 6  | 6  | 6  | 6   | 6   | 6   | 7   | 9   | 11  | 13  | 15  | 15  |
| Lazio             | 0  | 0  | 0  | 0  | 2  | 2  | 2  | 2  | 2  | 4   | 5   | 7   | 7   | 9   | 11  | 11  | 11  | 13  |
| Lodi              | 2  | 2  | 4  | 6  | 6  | 8  | 8  | 10 | 10 | 10  | 12  | 12  | 14  | 15  | 15  | 15  | 15  | 15  |
| Marzotto Valdagno | 0  | 0  | 0  | 2  | 4  | 6  | 8  | 10 | 12 | 12  | 12  | 14  | 15  | 15  | 17  | 19  | 20  | 22  |
| Mens Sana Siena   | 0  | 0  | 0  | 0  | 0  | 0  | 0  | 0  | 0  | 0   | 0   | 0   | 0   | 0   | 0   | 0   | 0   | 0   |
| Monza             | 2  | 4  | 6  | 8  | 8  | 10 | 12 | 14 | 16 | 18  | 20  | 22  | 24  | 26  | 26  | 28  | 30  | 32  |
| Novara            | 0  | 2  | 2  | 4  | 6  | 8  | 10 | 10 | 12 | 14  | 16  | 18  | 18  | 18  | 18  | 18  | 19  | 19  |
| Triestina         | 2  | 4  | 6  | 6  | 8  | 8  | 8  | 8  | 10 | 12  | 12  | 12  | 14  | 14  | 14  | 14  | 14  | 16  |

### Record squadre
- Maggior numero di vittorie: Monza (16)
- Minor numero di vittorie: Mens Sana Siena (0)
- Maggior numero di pareggi: Monza, Triestina e Mens Sana Siena (0)
- Minor numero di pareggi: Marzotto Valdagno (2)
- Maggior numero di sconfitte: Mens Sana Siena (18)
- Minor numero di sconfitte: Monza e Amatori Modena (2)
- Miglior attacco: Monza (121 reti realizzate)
- Peggior attacco: Mens Sana Siena (44 reti realizzate)
- Miglior difesa: Monza (42 reti subite)
- Peggior difesa: Mens Sana Siena (192 reti subite)
- Miglior differenza reti: Monza (+79)
- Peggior differenza reti: Mens Sana Siena (- 152)

### Classifica cannonieri
| Gol |  |  | Giocatore       | Squadra |
| --- |  |  | --------------- | ------- |
| 47  |  |  | Giovanni Masala | Lazio   |

### Giornali
- La Gazzetta dello Sport, conservata microfilmato presso.
  - Biblioteca Nazionale Braidense di Milano, presso MediaTeca Santa Teresa, via Moscova 28 a Milano;
  - Biblioteca Nazionale Centrale di Firenze;
  - Biblioteca Nazionale Centrale di Roma;
  - Biblioteca Civica Berio di Genova;
  - e presso Emeroteca del C.O.N.I. di Roma (non è online ma è da consultare in sede).
- Il Cittadino di Monza e Brianza, che ha sempre pubblicato i risultati nell'edizione del giovedì. Giornale conservato microfilmato presso la Biblioteca Nazionale Braidense di Milano (presso emeroteca Santa Teresa in via Moscova 28) e la Biblioteca Comunale di Monza.